# Енн Баннон
Енн Баннон (англ. Ann Bannon; нар. 15 вересня 1932, Джолієт, Іллінойс, США) — американська письменниця, що писала у жанрі лесбійського чтива.

## Біографія
Енн Баннон (справжнє ім'я Енн Велді) народилася 15 вересня 1932 року в місті Джолієт, штат Іллінойс, США. Вона жила у будинку недалеко від селища Гінсдейл, разом з матір'ю та вітчимом. Через фінансові проблеми сім'ї, саме Енн відповідала за турботу про чотирьох братів і сестер. У дитинстві, майбутня письменниця була оточена музикою, особливо джазом: її родина робила невеликі концерти для друзів та сусідів. Енн закінчила Іллінойський університет в Урбана-Шампейн 1954 року й вийшла заміж за інженера.
1962 року, після завершення своєї письменницької кар'єри, вона продовжила вчитися в університеті Сакременто, а потім здобула докторат у лінгвістиці в Стенфордському університеті. Після цього вона працювала в університеті Сакременто, викладаючи англійську мову.
1981 року вона розлучилася після 27 років шлюбу. Енн страждала від синдрому хронічної втоми. В 1997 році вона вийшла на пенсію.

## Творчість

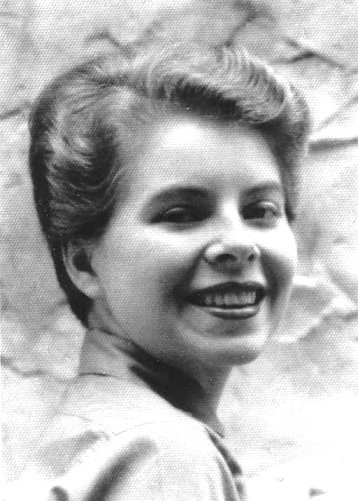
Енн в 1955 році

Перший роман вона почала писати у 22 роки. На неї вплинули дві єдині книги із лесбійської тематики, що до цього вона читала — «Криниця самотності» (англ. The Well of Loneliness) Редкліфф Голл та «Весняна пожежа» письменниці Він Пакер. Її книга вийшла 1957 року під назвою «Дивна дівчина відкривається» (англ. Odd Girl Out).
У 1959 році вийшли її наступні романи «Я є жінка» та «Жінки в тіні». Останній не користувався попитом серед її читачів. В 1960 році вийшли четвертий та п'ятий романи — «Подорож до жінки» та «Шлюб». 1962 року вийшов останній роман «Бібо Брінкер», який є приквелом до її першого роману.
У 2001 році її твори було перевидано.